# Suïcidi

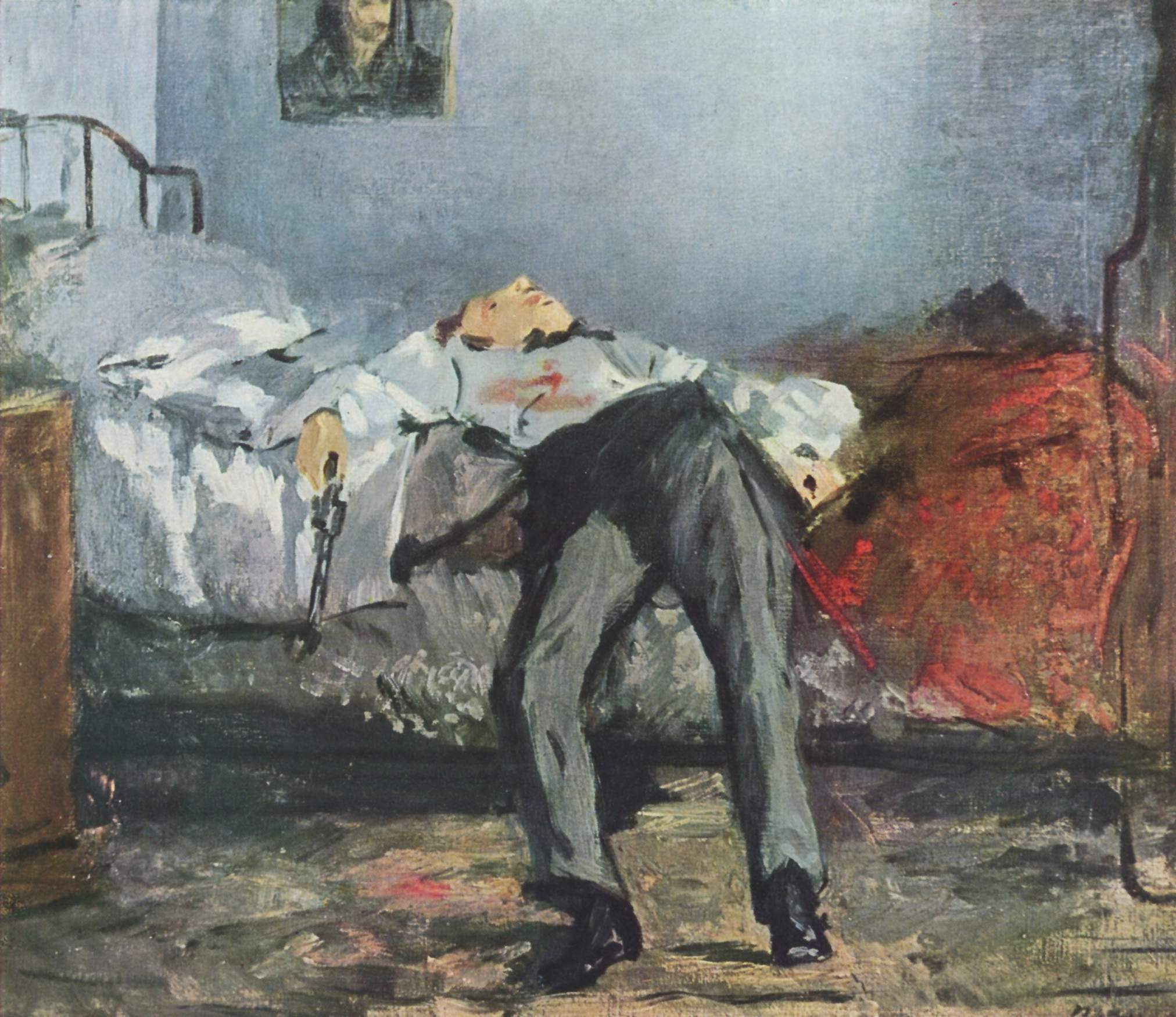
El suïcidi d'Edouard Manet (oli, 1877)

El suïcidi (del llatí suicidium, de sui caedere, 'matar-se un mateix') és l'acte de donar-se mort a un mateix de manera voluntària, criteri que, per tant, exclou els màrtirs, els combatents en una guerra o les víctimes d'un accident. La inclusió o no de l'eutanàsia dins el suïcidi és controvertida, ja que parteix de la mateixa voluntat de morir, però l'acció o no evitació la duu a terme una altra persona. Els motius per al suïcidi són diversos, però es poden agrupar sota un mateix denominador: la manca de sentit de la vida. L'Organització Mundial de la Salut indica que més d'un milió de persones se suïciden cada any, i que és una de les principals causes de mort entre els adolescents i els adults de menys de 35 anys. S'estima que cada any es produeixen entre 10 i 20 milions d'intents de suïcidi no fatals arreu del món.
La visió predominant de la medicina moderna és que el suïcidi és un problema de salut mental, associat a factors psicològics com per exemple la dificultat de viure amb una depressió, un patiment o por ineludible, o altres trastorns i pressions mentals. A vegades s'interpreta un intent de suïcidi com una "crida de socors" i atenció, o una expressió de desesperació i el desig de fugir, i no com una temptativa autèntica de morir. Cal tenir en compte, també, el fonament vital de l'ésser humà, que fa que el porte a la vida o a la mort; si el fonament vital és odiar, el portarà a la mort, si el fonament vital és amar, el portarà a la vida. Tanmateix, l'individu no sempre és responsable dels seus actes; sols ho és quan n'és conscient, però no quan hi és induït; en aquest cas, el responsable és el qui li ha inculcat la idea. La majoria de gent que intenta suïcidar-se no ho aconsegueix al primer intent; els que més tard tenen una història d'intents repetits tenen una probabilitat significativament més elevada de suïcidar-se amb èxit.
Tot i que s'ha suggerit que els animals no humans també poden suïcidar-se, el consens científic és que la gran majoria d'espècies manquen de les capacitats cognitives necessàries per a considerar la possibilitat de posar fi a la seva pròpia vida.

## Valoració del suïcidi
Per considerar-se suïcidi, la mort ha de ser un element carnal i el motiu de l'acte, i no sols una conseqüència quasi ineludible. Així, els màrtirs no són considerats suïcides, ja que se sacrifiquen en nom d'una creença. Tampoc són suïcides els que se sacrifiquen per altres en cas d'emergències, ni els soldats que moren en una guerra i, en aquests casos, els morts no són proscrits per la llei. En el cas que el suïcidi tingui conseqüències legals, la llei recull que ha d'haver-hi prova d'intenció de morir, així com la pròpia mort perquè l'acte sigui considerat un suïcidi. Potser el mencionat procés sigui costós en cas de discapacitat i hagi de dependre d'algú més, que entraria aleshores en una dinàmica de còmplice de suïcidi. Segons Guillon i Le Bonniec (1982): «el còmplice és tot aquell que, sense portar a terme personalment els elements constitutius de la infracció imputable de l'autor, només ha facilitat o provocat l'acció principal mitjançant actuacions d'una importància material secundària: ajut, subministrament de mitjans o instigació», figura del dret penal en què seria possible una sanció penal.
La valoració del suïcidi varia molt segons l'època i la cultura. Així, els maies tenien fins i tot una dea consagrada al suïcidi, Ixtab. Els japonesos medievals i altres societats basades en un codi d'honor consideraven el suïcidi com l'única sortida en haver perdut l'honor o haver fracassat en la missió vital (la vida deixa de tenir sentit i és de covards no atrevir-se a matar-se per por al desconegut).

### Religió
En les religions monoteistes és vist com un acte impiu, ja que només Déu té dret a decidir qui mor, ja que és qui ha donat la vida. En la majoria de les formes de cristianisme, el suïcidi és considerat un pecat, basat principalment en els escrits dels pensadors cristians de l'edat mitjana, com sant Agustí i sant Tomàs d'Aquino, encara que el suïcidi no era considerat un pecat sota el codi cristià romà d'Orient de Justinià I, per exemple.
El suïcida comet un pecat per un triple motiu: per supèrbia (vol igualar-se al creador i decidir sobre la seva mort quan no li pertoca), per desagraïment i per desesperació (no confia que Déu millorarà la seva situació o no accepta la prova imposada). En la doctrina catòlica, l'argument es basa en el manament «no mataràs». Per això la seva ànima es condemna a l'Infern i el seu cos no pot ser enterrat en terra sagrada. En molts llocs, hereus d'aquesta tradició, es considera a més a més un delicte, i si la víctima sobreviu pot ser imputada. Igualment es considera delicte l'ajuda al suïcidi, la instigació o el no-socors.

### Visió sociològica
El sociòleg francès Émile Durkheim, en la seva obra El suïcidi (1897), va aconseguir que la sociologia expliqués un fet tant aparentment individualista com és el suïcidi. Assenyala que els suïcidis són fenòmens individuals que responen essencialment a causes socials. Durkheim distingeix dos corrents socials suïcidògenes: la integració en la col·lectivitat (afecció a la societat) i regulació social (grau de construcció externa sobre l'individu), ja sigui excessiva o insuficient, pot dur l'individu a patir un suïcidi. Per tant, el suïcidi seria un fet social i les seves causes estan dins la societat. Admet que la taxa de suïcidis és normal i no un fet patològic.

Durkheim comença el seu estudi amb una definició de suïcidi com:
| « | Tot cas de mort que prové directament o indirecta d'un acte positiu o negatiu realitzat per la víctima mateixa i que, segons ella sabia, havia de produir aquest resultat. | » |

Exemple d'un acte positiu: disparar-se al cap; exemple d'un acte negatiu: refusar ingerir qualsevol medicina fins a deixar-se morir. La persona suïcida viu amb una percepció basada en l'anomia de la vida: perd el sentit de la llei, normes socials, i es torna escèptic davant la vida i tot el que aquesta implica. Encara que cada persona suïcida és diferent, tenen indicadors i passen per un mateix procés. Un dels factors més important de la persona suïcida és la convicció del suïcidi com a mètode factible. L'estudi de la conducta de les persones suïcides no pot assegurar que es pugui prevenir tota mena de suïcidis, però sí que poden utilitzar la mateixa metodologia, modalitat, temps i espai. El suïcidi com un problema social: s'han creat diverses teories per explicar l'arrel del problema i les seves particularitats. Han pres en compte raons com l'estatus econòmic, socioprofessional, l'edat i l'estat civil. S'assegura que algunes vegades les persones estan predisposades al suïcidi. Un principi de la modificació de comportament estableix que així com s'aprèn, es pot desaprendre. Una persona que prové d'una família on existeix historial suïcida té una certa predisposició a cometre actes suïcides. La professió i la religió estan relacionades també indirectament amb el suïcidi. La persona que treballi sota pressió i no sàpiga manegar-ho pot tenir pensaments suïcides i executar-los.

#### Tipus de suïcidis
- Suïcidi altruista: L'individu té una integració social tan forta que se suïcida per la seva sensació de pertinença a la societat i sent que és el seu deure fer-ho. Perspectiva beatificada després de la vida i se suïcida en nom d'un bé major. Un clar exemple en són els kamikazes. Aquesta relació és patològica perquè la persona perd el sentit d'individualisme. Aquest tipus de suïcidi consisteix a oferir la seva vida per algun ideal. L'individu sacrifica la seva vida en honor de qui ell creu que se'n beneficiarà.[12]
- Suïcidi egoista: L'individu manca d'integració social (els homes ja no li troben sentit a la vida). Es troba en societats o grups en els que l'individu no està totalment integrat en la unitat social global. Màxima expressió d'individualisme. Mostra que fins i tot els individus més aïllats i menys connectats s'expliquen a través de corrents socials. Es genera el sentiment de no pertànyer a la societat, ni que la societat li pertany. Un clar exemple són els adolescents que pateixen assetjament escolar.[12]
- Suïcidi fatalista: s'associa a la regulació excessiva. Només és mencionat en una nota a peu de pàgina. Són un clar exemple els esclaus[12]

| «                                  | “persones les quals el seu futur està implacablement determinat i les passions estan violentament comprimides per una disciplina opressiva" | » |
| — Émile Durkheim, El suïcidi p.276 | |   |

- Suïcidi anòmic: S'associa a situacions en què les forces reguladores de la societat deixen d'actuar, les normes no es reconeixen: les passions no estan controlades i les persones es converteixen en esclaves d'aquestes. L'anomia és per a Durkheim el que per a altres autors, a partir de Hegel, és alienació. Per a ell, és la fragmentació social, el desajustament de normes, la manca de solidaritat social, pèrdua de sentit fruit de la modernització (el progrés d'industrialització crea noves necessitats que no es poden satisfer).

| «                                  | L'anomia és, doncs, en les nostres societats modernes, un factor regular i específic de suïcidis; una de les fonts on s'alimenta el contingent [de suïcidis] anual. Estem, per tant, en presència d'un nou tipus que ha de distingir-se dels altres. Difereix d'ells perquè depèn, no de la manera d'estar lligats els individus a la societat, sinó de com aquesta els reglamenta. | » |
| — Émile Durkheim, El suïcidi p.227 | |   |

L'anomia es dona quan la col·lectivitat de la societat no exerceix la seva autoritat per sobre dels individus i aquests canvis posen a les persones en situacions en què ja no estan regides ni per les antigues normes ni les noves que encara que s'estan desenvolupant. Aquest canvi de regulació social crea una falta de capacitat normativa mentre les noves normes socials no són interioritzades com a pròpies per part de l'individu. Un clar exemple és en moments de depressió econòmica (en quedar-se a l'atur l'individu deixa d'estar sotmès a l'estructura reguladora de l'empresa o el sistema econòmic) i gran creixement econòmic (en pensar que amb diners es pot fer tot i, per tant, no hi ha estructura reguladora).

#### Resultats
Mentre la psicologia podia explicar els motius d'una persona per suïcidar-se, la sociologia explicava perquè un grup presentava taxes més elevades que un altre. Va refutar teories explicatives existents sobre el suïcidi (psicopatologia; alcoholisme; raça; herència; clima; imitació). La investigació sobre el nombre de suïcidis per cada milió d'habitants es va dur a terme dins del seu propi país, França, així com Anglaterra i Dinamarca. Els mètodes utilitzats van ser la comparació de diferents societats o col·lectivitats i l'observació dels canvis en la taxa de suïcidis d'aquestes col·lectivitats al llarg del temps. Va extreure diferents variables explicatives que afectaven les taxes de suïcidi:
- Religió: Les persones sense afiliació religiosa se suïciden més que aquells que estan actius dins d'una religió. Els Protestants en realitat tenen una taxa de suïcidi més alta que els catòlics i els jueus.
- Matrimoni: Les persones solteres tenen una taxa de suïcidi més alta que les persones casades. Un exemple de suïcidi anòmic és la viudetat (manca d'adaptació a la nova situació familiar) o el divorci (provoca un canvi de règim moral i material).
- Militars: Els soldats tenen una taxa més alta de suïcidi que la població civil.
- Pau/guerra: Hi ha una major taxa de suïcidis en temps de pau que en temps de conflicte o guerra.
- Economia: Hi ha una major taxa de suïcidi en temps d'inestabilitat econòmica (encara que sigui bonança econòmica) i de recessió.
- Riquesa: els individus rics tenen una taxa més alta de suïcidi que els individus modestos o pobres.
- Sexe: Els homes tenen una taxa més alta que les dones.
- Ètnia: Els blancs tenen una taxa més alta de suïcidi que els afroamericans i qualsevol altre grup ètnic.

### Visió psicològica
Sigmund Freud aporta la hipòtesi psicològica que el suïcidi manifesta una agressivitat dirigida originàriament contra una altra persona (l'objecte d'amor perdut), que en no poder ser descarregada es dirigeix cap al mateix individu, és a dir, secundàriament, contra si mateix.
En aquesta perspectiva psicodinàmica podem distingir amb H. Hendin:
- El suïcidi com una actitud de represàlia o de revenja després d'un abandonament.
- El suïcidi com a assassinat reflex d'expressió de la lluita interna contra el desig de matar.
- El suïcidi en què la mort es converteix en una reunió amb la persona estimada morta.
- El suïcidi en què la mort és un renéixer que esborra els fracassos.
- El suïcidi en què la mort és un càstig, mecanisme freqüent en el malenconiós i el delirant.
- El suïcidi en què el pacient es creia estar ja mort, freqüent en la malenconia i en la síndrome de Cotard.

### Psiquiatria
A Occident, es considera fruit d'una malaltia mental (usualment una depressió o ansietat, trastorn de pànic, trastorn bipolar, esquizofrènia) i les temptatives de suïcidi reben atenció psiquiàtrica (i són considerades com una crida d'atenció davant d'un problema). En aquests casos, és principalment la malaltia el que provoca el suïcidi i no l'anàlisi lògica de l'individu. Abans que l'acció, el suïcidi comença en el pensament. Ja sigui per problemes personals i/o emocionals, les persones suïcides han de ser avaluades com a individus per aleshores entendre el suïcidi en l'àmbit social. Aquests individus posseeixen un sentit d'indefensió i desesperança davant les situacions que els afecten. Les persones suïcides exhibeixen algunes característiques com ara depressió, impulsivitat, baixa tolerància a la frustració i són persones sense esperit de lluita. Acostumen a ser pacients més agressius, exigents, dependents i insatisfets que els altres. Tenint en compte el perfil de la persona suïcida, es podrien prevenir alguns suïcidis amb psicoteràpia, farmacoteràpia i hospitalització en casos extrems. Els indicadors i conductes varien segons la persona. Segons la quarta versió d'El manual diagnòstic i estadístic dels trastorns mentals, els pensaments recurrents (no sols el temor a la mort), ideació suïcida recurrent sense un pla específic o una temptativa de suïcidi o un pla específic per suïcidar-se són símptomes de persones amb depressió major. El projecte suïcida mai no és improvisat, encara que la realització de vegades sigui impulsiva. El suïcida ho pensava des de temps abans, i en la majoria dels casos ho havia comunicat a algú anteriorment.
La idea que, si algú que parla de suïcidar-se no ho farà, és falsa; tota amenaça ha de ser presa seriosament.
Per a alguns psiquiatres i psicòlegs no existeix un únic factor desencadenant d'un suïcidi, sinó que aquest és una acció multideterminada per diversos factors intervinents que en conjugar-se es potencien.
En un estudi realitzat a Buenos Aires, amb suïcides que tenien un historial d'internacions psiquiàtriques, van aparèixer com a factors destacats:
- aïllament i solitud, amb pèrdua de suport i llaços socials,
- presència de comportaments suïcides (fantasies, ideació, amenaces, intents i/o equivalents),
- l'heteroagressivitat va demostrar ser una característica tan marcada com qualsevol element depressiu (fantasies d'homicidi, comportaments agressius i violents cap a altres). Quan la manifestació externa es veu blocada d'alguna forma, aquests impulsos destructius es giren contra si mateix,
- dificultats familiars serioses (abandonament, rebuig, etc.). Els familiars van mostrar escassa empatia amb el pacient, poca comprensió i consciència de la situació de perill i serioses dificultats per contenir-lo emocionalment,
- evolució no favorable de la malaltia psiquiàtrica (cronicitat),
- estats depressius.

Però determinats corrents el reivindiquen com una opció personal, per no voler patir una vida sense satisfaccions, per voler acabar la vida dignament o no voler fer patir els éssers estimats.

### Valoracions populars
A les cultures occidentals és típic considerar generalment el suïcidi com un acte covard i que la depressió causant del suïcidi els ve per caprici o decisió pròpia i que se suïciden perquè no volien demanar ajuda. L'antropòloga Virginia Mendoza argumenta que aquesta consideració és causada per una falta d'empatia i una atribució injustificada d'una voluntat a qualsevol persona per desconeixement dels efectes anul·ladors de la voluntat de la depressió severa.

## Evolució històrica
Paracels deia que qui se suïcida de desesperació està inspirat pel diable.
L'actitud dels humans davant la mort no ha estat la mateixa al llarg dels temps; quan una persona d'avui parla de la seva mort, pensa que, si li fos donat, escolliria una mort sobtada, sense dolor, com un lleu son. L'individu de l'Edat Mitjana se sentiria aterrit d'això, perquè com ho expressa el pare de Hamlet, en la famosa obra de Shakespeare, moriria «en la flor del pecat»; per això l'individu de l'edat mitjana preferia un temps de penediment i de balanç dels seus deutes amb Déu i amb els altres: a les oracions medievals es resava «lliura'ns, Senyor, de la mort sobtada».
A l'Edat Mitjana i fins i tot ben entrada nostra Edat Moderna a Europa occidental, les esglésies cristianes van sacralitzar la mort, la van domesticar, integrant-la en un sistema de ritus i creences que la convertien en una etapa més del destí final de cada ésser humà. L'Església Catòlica rebutjava el suïcida i se li negava la sepultura al cementeri sacre. Això ja havia succeït a l'antiga Atenes, on a les persones que se suïcidaven l'estat els negava l'honor d'un enterrament normal i se sepultava el suïcida als afores de la ciutat i sense làpida. En canvi, en l'antiga Grècia i a Roma el suïcidi s'acceptava com a mètode per afrontar una derrota militar.
L'any 1670, per ordre de Lluís XIV de França, degradaven el cadàver arrossegant-lo pels carrers cap per avall amb una estaca travessant-li el cor i una pedra al cap per immobilitzar el cos i que l'esperit no regressés a fer mal als vius: l'ànima del suïcida era condemnada a l'infern per tota l'eternitat.
Al segle xv, Castella, l'Aragó, Florència, Gran Bretanya, Milà, Venècia i Portugal sancionaven el suïcidi, rematant també els morts suïcidats. A Castella i l'Aragó, la pràctica es recull en una constitució de 1497, quan un pastor d'Almeria es va suïcidar perquè el van acomiadar, i va ser rematat a Còrdova el 1498.
A l'Anglaterra anglicana del 1800, el cos del suïcida era castigat per la justícia públicament, sent arrossegat per terra i amb una estaca clavada a la cruïlla dels camins; els seus béns confiscats i la vídua desheretada i deshonrada. Només s'acceptava el cas del soldat vençut que se suïcidava per honor. A la fi d'aquest mateix segle, l'intent de suïcidi es va considerar equivalent a un intent d'assassinat i podia ser castigat amb la forca.
Va ser a partir del segle xix quan es va perdre aquest sentit de socialització, inserit en l'observança dels ritus. La societat emergent va rebutjar aquell paradigma medieval. La mort va ser alliberada i va passar al domini privat; el cadàver era vetllat a casa, sepultat en família, i en aquest sentit la mort va passar a dependre cada vegada més de la voluntat de l'individu. Així, la societat occidental s'havia desvinculat de la mort i del suïcidi en particular. L'acte de suïcidi va passar de ser vist com a causat pel pecat a ser-ho per la bogeria.

## Mètodes de suïcidi
Alguns dels mètodes més comuns són:
- llençar-se des d'una alçada o al pas del trànsit,
- tallar-se una vena important per dessagnar-se,
- penjar-se per morir per asfíxia,
- usar gas (usualment el de la cuina o el tub d'escapament del vehicle),
- arma de foc o arma blanca (la més nombrosa als Estats Units),
- immolació a les flames,
- enfonsar-se en l'aigua (amb un pes o nedar fins a l'extenuació), que suposa el 2% del total,
- fàrmacs o abús de drogues,
- usar un verí (els pesticides són la principal via de suïcidi a l'Àsia),[23]
- inanició: seguir un dejuni amb la finalitat de morir-se.[24] A la cultura jainita forma part d'un ritual practicat per gent major que ja no té capacitats espirituals (santhara).[25]
- suïcidi ocult o indirecte: aquell en què s'abandona un tractament (no confoneu amb eutanàsia), toxicomanies, accidents, activitats d'alt risc.

### Suïcidi indirecte
Hi ha casos en què una persona no cerca activament la mort, però adopta un comportament suïcida passiu en rebutjar l'ajut que necessita per motius religiosos o ètics. N'és un exemple el cas dels testimonis de Jehovà, que rebutgen les transfusions de sang per raons religioses, cosa que alguns metges consideren una «actitud suïcida».

## Incidència del suïcidi
Aproximadament un milió de persones se suïcida cada any al món, fet que representa un 1,8% del total de defuncions. Les dones ho intenten més sovint, però moren més homes per voluntat pròpia. És més freqüent a les poblacions urbanes i entre la gent pobra.
Els països amb més incidència són Lituània, Rússia, Belarús, el Kazakhstan, Eslovènia, Hongria, Estònia, Ucraïna, Letònia i el Japó, si bé les dades de molts països no són fiables.

### Factors de risc pel suïcidi
| Factor                | Alt risc                          | Baix risc                                       |
| --------------------- | --------------------------------- | ----------------------------------------------- |
| Edat                  | Edat avançada                     | Prepubescent                                    |
| Gènere                | Home                              | Dona                                            |
| Ideacions             | Plans                             | Sense idees suïcides                            |
| Temptativa            | Múltiples                         | Primera vegada                                  |
| Història psiquiàtrica | Depressió, psicosi, ús de drogues | Sense trastorns o seguint un tractament adequat |

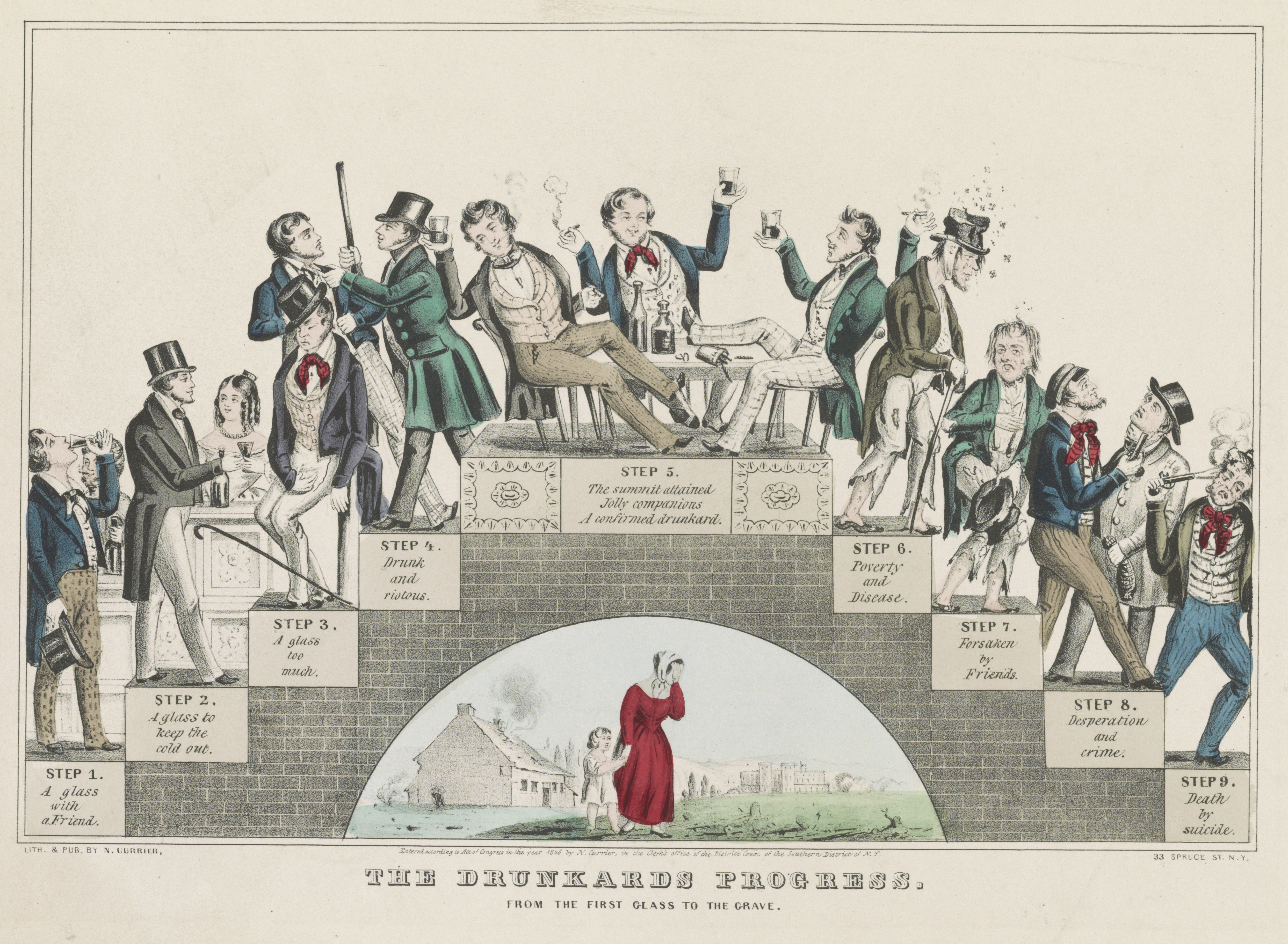
El progrés del borratxo (1846), que demostra com l'alcoholisme pot portar al suïcidi.

Els homes se suïciden el doble que les dones, excepte en països com la Xina. Aquests ho solen fer a l'edat adulta, en major proporció que en altres etapes de la vida i prefereixen mètodes més expeditius que les dones, que opten per medicaments o el gas en més ocasions. Les persones solteres tenen més probabilitat de posar fi a la seva vida.
En els joves i adolescents, alguns dels factors de risc que influeixen en la decisió de suïcidar-se són: abús de la ingesta d'alcohol, consum d'algun tipus de droga, violència familiar, conductes antisocials, depressió o aïllament, entre d'altres.
1 de cada 6 suïcides deixa una nota aclarint que la seva mort és voluntària, explicant els motius de la decisió o bé acomiadant-se dels éssers més propers.

## Prevenció

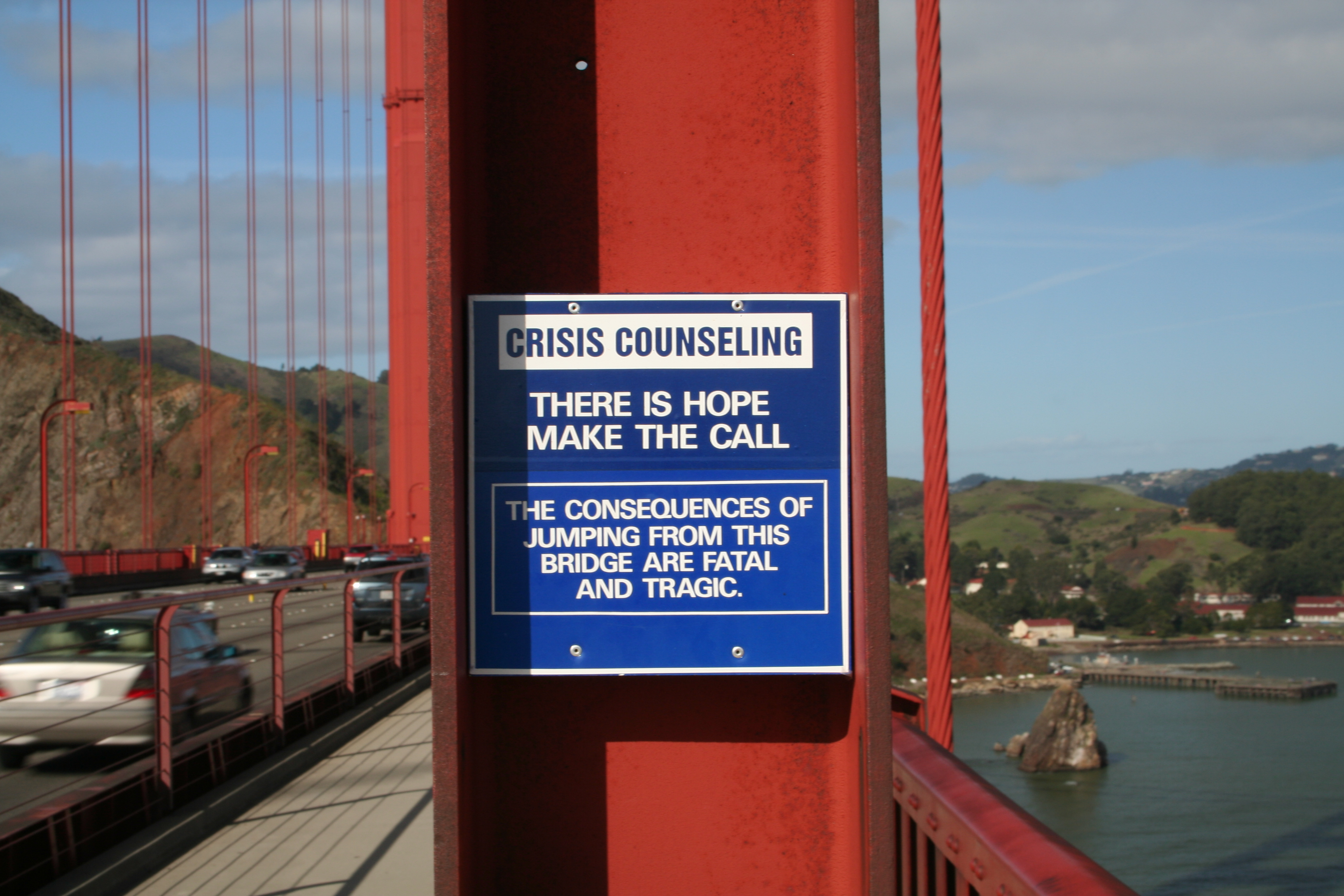
Com una iniciativa de prevenció del suïcidi, aquest signe promou un telèfon especial disponible al pont Golden Gate, Califòrnia, que es connecta a una línia telefònica de l'esperança

Diverses iniciatives s'han endegat des de serveis de salut mental per intentar prevenir el suïcidi. Aquestes van des de campanyes de conscienciació, sovint amb adreces web o telèfons d'ajuda, vigilància de pacients en risc per depressió o programes d'educació emocional, ensenyant estratègies per fer front als problemes i a la desesperació. La primera iniciativa en aquesta línia va ser el telèfon d'emergències creat per Chad Varah de l'entitat The Samaritans el 1953. Aquests serveis d'escolta es van conèixer popularment com a telèfons de l'esperança.
El tractament farmacològic amb liti pot ajudar a disminuir les temptatives de suïcidi, com a complement de la teràpia de persones afectades per trastorns bipolars i similars. També pot ser eficaç un tractament contra l'addicció a drogues i alcohol i als que hagin intentat suïcidar-se en el passat. El desenvolupament econòmic per reduir la pobresa pot ser capaç de disminuir les taxes de suïcidi. Els esforços per a augmentar la connexió social, especialment en els homes d'edat avançada, poden ser eficaços, i altres mesures com posar barreres en ponts i plataformes del metro.

## A Catalunya[37]
| Any  | Casos Totals                |
| ---- | --------------------------- |
| 2005 | 425 (322 homes i 103 dones) |
| 2006 | 381 (291 homes i 90 dones)  |
| 2007 | 377 (278 homes i 99 dones)  |
| 2008 | 417 (323 homes i 101 dones) |
| 2009 | 412 (329 homes i 111 dones) |
| 2010 | 435 (325 homes i 93 dones)  |
| 2011 | 485 (355 homes i 123 dones) |
| 2012 | 507 (381 homes i 126 dones) |
| 2013 | 544 (419 homes i 125 dones) |
| 2014 | 531 (393 homes i 138 dones) |
| 2015 | 495 (362 homes i 133 dones) |
| 2016 | 510 (355 homes i 155 dones) |
| 2017 | 504 (374 homes i 130 dones) |
| 2018 | 522 (381 homes i 141 dones) |
| 2019 | 535 (380 homes i 155 dones) |
| 2020 | 556 (414 homes i 142 dones) |

## Suïcides famosos
No pot definir-se una personalitat suïcida, sinó tan sols una tendència al suïcidi. El suïcidi ha estat un fet sempre present al llarg de la història de la humanitat. Diversos personatges famosos de l'actualitat i del passat s'han suïcidat.
| - Alberto Santos Dumont - Hanníbal Barca - Alejandra Pizarnik - Adolf Hitler - Ángel Ganivet - Bernd Alois Zimmermann - Cesare Pavese - Cleòpatra VII - Charles Boyer - Chester Bennington - Dorothy Dandridge - Emilio Salgari - Empèdocles - Eva Braun - Ernest Hemingway - Getúlio Vargas | - Gilles Deleuze - George Eastman - George Sanders - Guy Debord - Heinrich Himmler - Horacio Quiroga - Ian Curtis - James Whale - Gabriel Ferrater - Jean Seberg - Jim Jones - John Kennedy Toole - José María Arguedas - Judes Iscariot | - Leopoldo Lugones - Lluís Maria Xirinacs i Damians - Lucà - Luis Ocaña - Mariano José de Larra - Neró - Nick Drake - Pedro Armendáriz - Petroni - Primo Levi - Reinaldo Arenas - Rudolf Hess - Salvador Allende - Sándor Márai | - Sèneca - Sid Vicious - Sòcrates - Stefan Zweig - Sylvia Plath - Thích Quảng Đức - Vincent Van Gogh - Virginia Woolf - Yasunari Kawabata - Yukio Mishima - Robert E. Howard - Vladímir Maiakovski - Leandro Nicéforo Alem - Andrés Caicedo |